# Elsa Neumann
Elsa Neumann (23 août 1872 - 23 juillet 1902) est une physicienne allemande. Elle est la première femme à obtenir un doctorat en physique de l'Université de Berlin, en 1899.

## Jeunesse et éducation
Elsa est la fille de Maximilian et Anna Meyer, son frère aîné est l'ornithologue Oskar Neumann tandis qu'une sœur Alice est sculpteur. En tant que femme, Elsa Neumann s'est généralement vu refuser l'accès à l'Enseignement supérieur. En 1890, elle obtient un Lehrerinnenprüfung (diplôme d'enseignant), un diplôme qui n'exige pas d'études supérieures à l'époque et est considéré comme inférieur à une éducation au Realgymnasium. Ainsi, elle suit des cours privés auprès de divers professeurs afin d'acquérir les connaissances et compétences avancées nécessaires aux études de niveau universitaire. À partir de 1894, elle étudie la physique, les mathématiques, la chimie et la philosophie pendant neuf semestres aux universités de Berlin et de Göttingen. Comme les femmes en Prusse ne sont pas autorisées à poursuivre des études universitaires régulières à cette époque, Neumann doit obtenir la permission de chaque professeur pour assister à leurs cours. Les professeurs de physique Emil Warburg et Max Planck sont parmi ses partisans les plus influents. En 1898, elle reçoit une approbation spéciale du ministère de l'Éducation pour obtenir un doctorat. Elle obtient son diplôme cette même année avec mention ; la cérémonie de remise des diplômes a lieu le 18 février 1899. Son travail Über die Polarisationskapazität umkehrbarer Elektroden ("Sur la capacité de polarisation des électrodes réversibles") est publié dans la prestigieuse revue Annalen der Physik en 1899.

## Travail et héritage
En raison de faibles perspectives d'emploi dans les institutions universitaires pour les femmes titulaires d'un doctorat, Neumann devient chercheuse privée et mène ses recherches au laboratoire de chimie d'Arthur Rosenheim (1865-1942) et de Richard Joseph Meyer (1865-1939) à Berlin. Elle est décédée le 23 juillet 1902 des suites d'un accident alors qu'elle menait des expériences en laboratoire.
Elsa Neumann est consciente de sa position unique et privilégiée et plaide pour le droit des femmes à l'enseignement supérieur en Prusse. Même si (ou peut-être parce que) elle vient d'une famille aisée, elle reconnait que les femmes ont besoin d'un soutien financier pour leurs études. Elle est la fondatrice, la première présidente, puis membre honoraire de la Verein zur Gewährung zinsfreier Darlehen an studierende Frauen (« Association pour l'octroi de prêts sans intérêt aux étudiantes »), fondée le 26 avril 1900.
Après la mort de Neumann, sa mère crée le Elsa-Neumann-Preis (« Prix Elsa Neumann »), qui est décerné le 18 février de chaque année pour la meilleure thèse en mathématiques ou en physique à l'Université de Berlin, quel que soit le sexe ou la religion de l'auteur. Les douze lauréats du prix de 1906 à 1918, cependant, sont tous des hommes. Le physicien nucléaire Walther Bothe est un lauréat bien connu du prix Neumann. Après 1918, le prix n'est plus décerné en raison de l'inflation consécutive à la Première Guerre mondiale. En 2010, l'État de Berlin crée l' Elsa-Neumann-Stipendium (« bourse Elsa Neumann ») en son nom pour soutenir les jeunes chercheurs.